# Hynobius turkestanicus
Hynobius turkestanicus är en groddjursart som beskrevs av Aleksandr Mikhailovich Nikolskii 1910. Hynobius turkestanicus ingår i släktet Hynobius och familjen Hynobiidae. IUCN kategoriserar arten globalt som otillräckligt studerad. Inga underarter finns listade i Catalogue of Life.